# Dissomphalus
Dissomphalus (лат.) — род ос-бетилид из семейства Bethylidae (Chrysidoidea, Hymenoptera). Более 420 видов.

## Распространение
Повсеместно (кроме Австралии и Антарктиды): Афротропика, Неарктика, Неотропика, Ориентальная область, Палеарктика. В Афротропическом регионе зарегистрировано 127 видов.

## Описание
Мелкого и среднего размера осы-бетилиды (1-7 мм), отличающиеся тергальным выступами, названными вентральными и дорзальными ламинами (вентральный рамус и дорзальное тело; Evans, 1954). Усики самок и самцов 13-члениковые. Нижнечелюстные щупики самцов 5-члениковые, нижнегубные состоят из 3 сегментов (у самок обе пары щупиков короткие 1-2-члениковые). 2-й абдоминальный тергит самцов с парой вмятин, выступов, туберкул или иных модификаций. Мезоплевры самок очень мелкие на дорзальном виде, проподеум почти параллельносторонний. Птеростигма на крыльях самцов отчётливая. Характерен половой диморфизм: самки бескрылые, самцы крылатые (оцеллии развиты). Голени без шипов; переднеспинка кзади суживается; голова примерно вдвое шире груди; мандибулы тонкие, глаза мелкие. Паразитоиды личинок насекомых. Вид Dissomphalus crassicornis Wasmann из Южной Америки мирмекофил у кочевых муравьёв Eciton predator. Вид Dissomphalus rettenmeyeri также обнаружен рядом с колонией муравьёв Eciton burchelli, где, предположительно, ищут и паразитируют на жуках-мирмекофилах. Другие виды обнаруживаются в гнилой древесине, почве.

## Систематика
Крупнейший род ос-бетилид, включающий более 420 видов. Из них более 287 это американские таксоны (278 — неотропические), хотя ещё в 1990 году их было только 50 видов (в каталоге Gordh & Moczar, 1990). В 1999—2021 годах (Azevedo, 1999a, 1999c, 2000, 2001, 2003…2021) было описано дополнительно около 150 новых видов и выделено 35 групп. Род был впервые выделен в 1893 году американским энтомологом Уильямом Эшмидом (1855—1908).
- Dissomphalus proximus (=Ecitopria proxima Kieffer; Испания, Сардиния)[9]
- Dissomphalus xanthopus Ashmead typus

- D. microtuberculatus Azevedo, 1999; D. bicavatus Evans, 1979; D. bispinulatus Evans, 1969; D. brasiliensis Kieffer, 1910; D. caviclypeus Evans, 1969; D. cornutus Evans 1964; D. dumosus, Evans, 1966; D. fungosus Evans, 1979; D. gilvipes Evans, 1979; D. incomptus Evans, 1964; D. infissus Evans, 1969; D. mendicus Evans, 1969; D. microstictus Evans, 1969; D. mirabilis Evans, 1966; D. nanellus Evans, 1969; D. napo Evans, 1979; D. plaumanni Evans, 1964; D. punctatus (Kieffer, 1910); D. puteolus Evans, 1969; D. rufipalpis Kieffer, 1910; D. xanthopus Ashmead, 1893[16]

- D. alticlypeatus Azevedo, 2003, D. bicerutus, D. cervoides, D. conicus, D. contractus, D. curviventris, D. laticephalus, D. lobicephalus, D. mandibulatus, D. manus, D. thysanus, D. filus, D. truncatus, D. umbilicus, D. spinosus, D. vampirus, D. hemisphaericus, D. ferocus, D. undatus, D. gordus, D. latimerus, D. guttus, D. strabus — … 23 новых видов из Неотропики (Azevedo, 2003)[10]

- D. aculeatus Alencar & Azevedo, 2006, D. auritus, D. coronatus, D. culteratus, D. declinatus, D. decussatus, D.flexuosus, D. galeatus, D. hirtus, D. pronus, D. ramosus, D. sinatus, D. uber[17]

- D. inclinatus Azevedo, 2006; D. divisus, D. distans, D. crassus, D. filiformis, D. inflexus, D. spissus, D. firmus, D. setosus, D. tubulatus, D. differens, D. lamellatus, D. fimbriatus, D. magnus, D. trilobatus, D. amplifoveatus, D. personatus, D. excellens, D. peculiaris, D. bahiensis, D. amplexus, D. elegans, D. amplus spp. nov. — … 23 новых видов из Неотропики (Redighieri, Azevedo, 2006)[18]

- D. inclinatus Redighieri & Azevedo, 2006, …23 новых видов[19], D. inclinatus, D. divisus, D. distans, D. crassus, D. filiformis, D. inflexus, D. spissus, D. firmus, D. setosus, D. tubulatus, D. differens, D. lamellatus, D. fimbriatus, D. magnus, D. trilobatus, D. amplifoveatus, D. personatus, D. excellens, D. peculiaris, D. bahiensis, D. amplexus, D. elegans, D. amplus.

- D. balteus Alencar & Azevedo, 2008, D. divaricatus, — D. forceps — D. incurvatus — D. microstictus — D. osseus — D. paululus — D. perparvus — D. perturbatus — D. perventriosus — D. pilus — D. refertus — D. signatus — D. uncus … 13 новых видов из Неотропики (Alencar & Azevedo, 2008)[20]

- D. epitus Mugrabi & Azevedo, 2013, …24 новых видов[21]
- D. botocudus Colombo & Azevedo, 2016, D. fredi, D. tupinikim, D. guarani, D. congo, D. rosangelae, D. w-aedeagus, D. amana, D. potyra, D. pyata, D. clovisi, D. kuara, D. miriamae, D. cacirus, D. mirim, D. secretus, D. caparao, D. capixaba, D. ibirapitanga, D. purius, D. taiabocu … 21 новый вид из Неотропики (Colombo & Azevedo, 2016)[4].

- D. abarus Brito & Azevedo, 2017, D. afestus, D. arbeius, D. ardonius, D. areius, D. aretisus, D. arteobius, D. arteus, D. asfartus, D. asitius, D. azagus, D. borus, … 31 новый вид (Brito & Azevedo, 2017)[1]
- D. acutipupu Colombo & Azevedo, 2018, …18 новых видов[22], Dissomphalus acutipupu, D. boibumba, D. boitata, D. boiuna, D. boto, D. caipora, D. capelobo, D. cuca, D. curupira, D. iara, D. iracema, D. irupe, D. joaquinae, D. jurupari, D. mapinguari, D. matintaperera, D. saci, D. torem.
- Dissomphalus oksanae Fadeev, 2022 (Краснодарский край, Россия)[23]
- D. alexandrinae Brito & Azevedo, 2024, …39 новых видов[24], D. alzirae, D. ameliae, D. antonietae, D. ashauerae, D. beatrizae, D. boriae, D. carmenae, D. carolinae, D. dandarae, D. deaneae, D. elisae, D. elzae, D. enedinae, D. eulaliae, D. evaristoae, D. grazielae, D. guidonae, D. jaquelineae, D. johannae, D. leliae, D. limae, D. lispectorae, D. luisae, D. lumae, D. lutzae, D. margarethae, D. martae, D. maryae, D. meirelesae, D. mirandae, D. nisiae, D. penhae, D. ritae, D. silveirae, D. soniae, D. sueliae, D. vivianeae.